# ميساء (اسم)
مَيْساء اسم علم مؤنث عربي. معناه: المُتبخترة، المُتمايلة. وهو صفة على وزن فَعلاء من «ميس» السابقة. ويلفظ: ميسا، ميسة.

## شخصيات تحمل هذا الاسم
- ميساء مغربي ممثلة مغربية.
- ميساء باي روائية وشاعرة وكاتبة مسرح جزائرية.
- ميساء حسين عداءة عراقية.